# Biblioteca Samuel Ramos
La Biblioteca "Samuel Ramos" es la biblioteca de la Facultad de Filosofía y Letras de la Universidad Nacional Autónoma de México. Está ubicada en la Ciudad de México, dentro de la Ciudad Universitaria de la UNAM (CU). Es la segunda biblioteca más grande de la UNAM en cuanto a libros y posee uno de los acervos más importantes del país en el área de Humanidades.
Actualmente está conformada por tres secciones, dos de las cuales alojan libros, revistas, mapas y videos y se encuentran en el edificio principal de la Facultad. La tercera comprende al Fondo Reservado y Colecciones Especiales y está ubicada en el Edificio “Adolfo Sánchez Vázquez”.

## Historia
Fue fundada el 6 de octubre de 1959, ocupando el basamento del edificio principal de la Facultad de Filosofía y Letras. Al necesitar un espacio mayor, se construyó un edificio especial que fue inaugurado en 1995. Posteriormente, el edificio fue rebasado por la cantidad de materiales bibliohemerográficos y en 2015 se gestionó el área en donde actualmente se tienen el Fondo Reservado y las Colecciones Particulares.
Su nombre se debe al filósofo mexicano Samuel Ramos, quien, junto con Antonio Caso y José Vasconcelos, se preocupaba en tener una identidad, una psicología y una filosofía de lo mexicano. El 6 de octubre de 1959 la biblioteca fue inaugurada en Ciudad Universitaria, en el marco de un homenaje al filósofo.
En 2019 concluyó la primera etapa de remodelación de la biblioteca, por lo que se cuenta con una nueva Sala de Servicios de Información y Hemeroteca en la segunda sección.

## Acervo

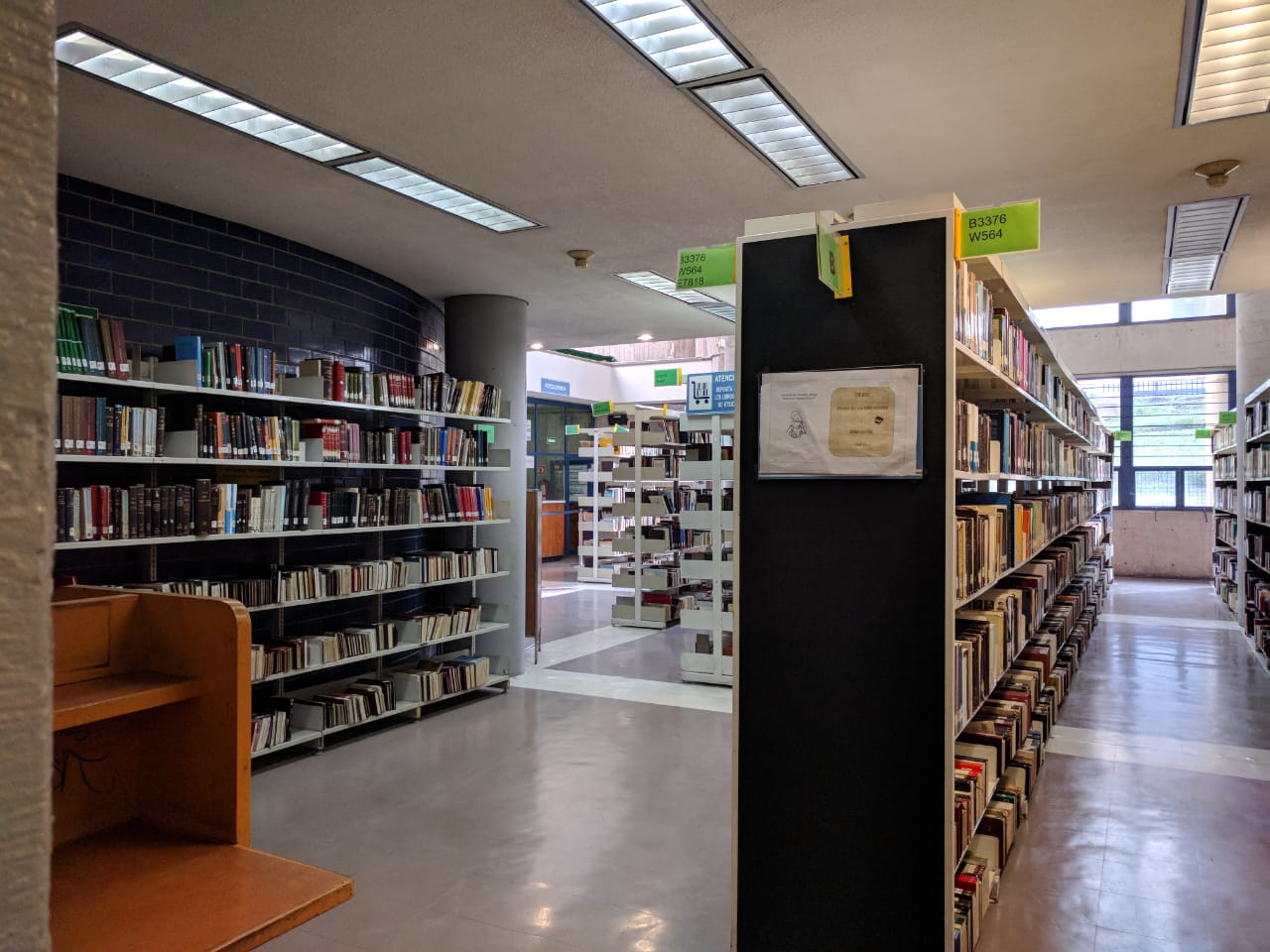
Primera sección de la Biblioteca "Samuel Ramos"

El acervo está compuesto por: libros impresos, revistas, tesis impresas, videos y mapas, además de recursos digitales. Actualmente se cuenta con más de 300 mil volúmenes sobre temas humanísticos como: Artes, Bibliotecología y Archivonomía, Bioética, Geografía, Historia, Filosofía, Filología, Letras, Literatura, Pedagogía, Teatro, entre otros.
Se cuenta con un Fondo Antiguo que alberga libros sobre temas teológicos, religiosos, filosóficos e históricos que fueron impresos entre 1540 y 1821, además de reproducciones de códices. También se tiene un Fondo Reservado que corresponde a obras y publicaciones periódicas producidas durante todo el siglo XIX y publicaciones de la primera mitad del siglo XX, este fondo se especializa en obras de arte, ciencia, filosofía, historia, literatura universal, letras clásicas e hispanoamericanas, teatro, geografía, religión, política, economía, educación y bibliotecología.
Se cuenta con siete colecciones particulares correspondientes a: Adolfo Sánchez VázquezÁngel Bassols Batalla, Carlos Solórzano, Elí de Gortari, José María Pérez Gay, José Revueltas y Lech Hellwig-Górzynski, y el Archivo de la Palabraque resguarda más de 253 entrevistas realizadas a personas que, durante la década de 1970, fueron exiliadas de sus países de origen, entre los que se incluyen: Argentina, Brasil, Chile, Guatemala, Haití, República Dominicana, El Salvador y Uruguay.

## Servicios

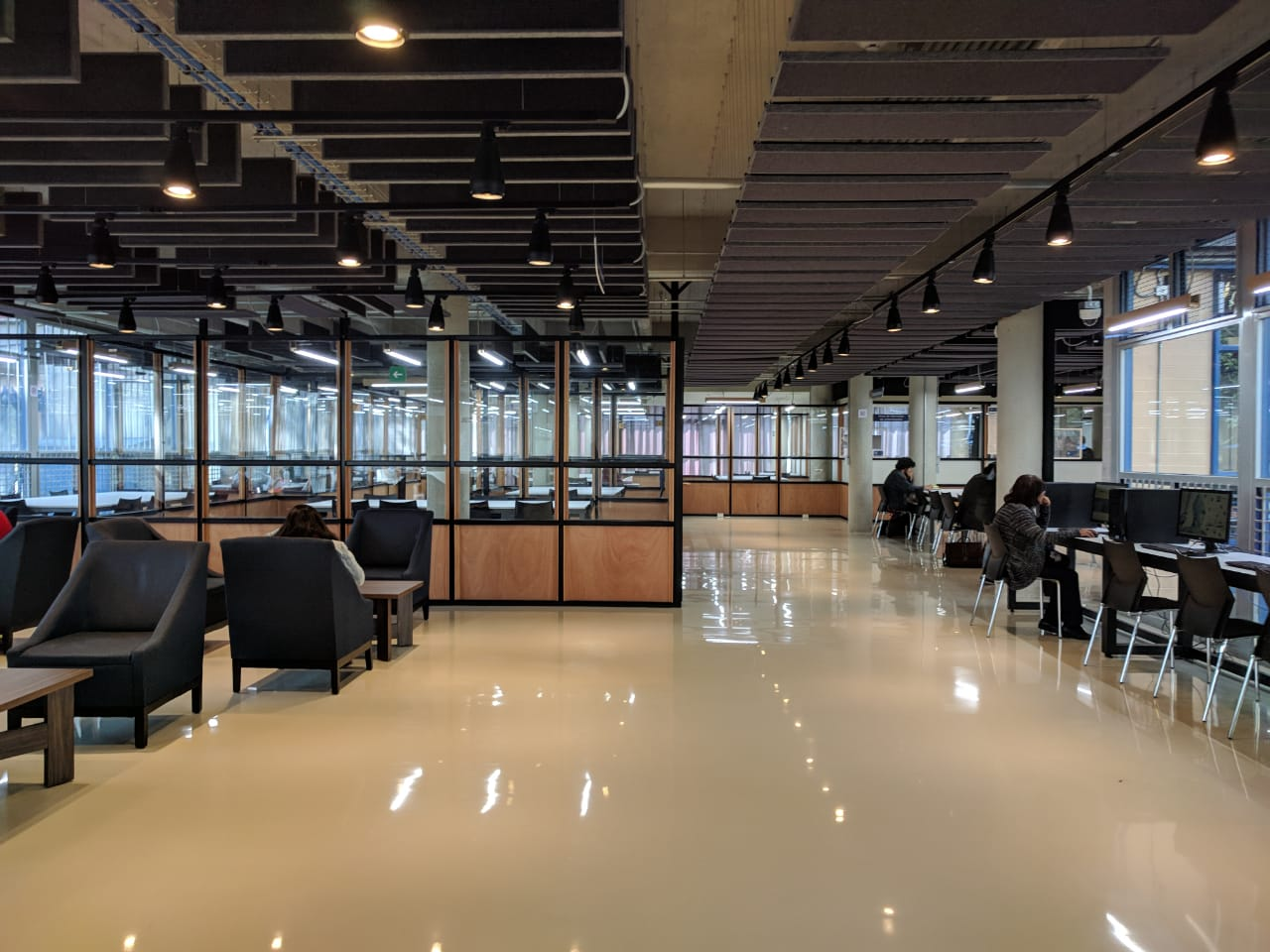
Segunda sección de la Biblioteca "Samuel Ramos"

La biblioteca cuenta con los siguientes servicios:
- Préstamo de consulta: Se proporcionan respuestas a preguntas específicas, aquí el bibliotecario o bibliotecaria orienta a las y los estudiantes, y al profesorado de una forma especializada.
- Préstamo interbibliotecario: Permite al público usuario obtener préstamo de los libros y material bibliográfico perteneciente a otra biblioteca, tanto del sistema bibliotecario de la UNAM como de otras instituciones de educación superior, con la cual previamente se ha establecido un convenio.
- Servicios de Información. Servicio de localización, orientación y apoyo al usuario con relación a las fuentes de consulta e información. Como parte de este servicio, se proporciona:
- a) Orientación al usuario. Permite al usuario conocer sobre el uso de las colecciones y los servicios que ofrece la biblioteca;
- b) Bibliografía especializada. Provee al usuario referencias de documentos específicos respecto a sus temas de investigación;
- c) Obtención de documentos. Proporciona al usuario cualquier documento digital que requiera independientemente del lugar donde se localice físicamente;
- d) Formación de usuarios. Permite al usuario adquirir conocimientos y habilidades, mediante cursos de inducción, en el uso de la Biblioteca, y los recursos de información que tiene a su disposición;
- e) Análisis de citas. Proporciona a los académicos las citas de su producción científica, previa solicitud por escrito a la Coordinación;
- f) Desarrollo de Habilidades Informativas. Serie de talleres que habilitan al usuario para hacer uso de las bases de datos. La organización de dichos cursos podrá ser por la Biblioteca o a solicitud expresa de los profesores de la Facultad a la Coordinación.[9]
- Catálogos electrónicos: Están diseñados para que el usuario o la usuaria pueda localizar el material que necesita, ya sean libros, tesis, videos, revistas o mapas.
- Hemeroteca: Posibilita la consulta de publicaciones periódicas, nacionales y extranjeras, propiedad de la biblioteca.
- Servicio de consulta del Fondo Reservado: Es un apartado de la biblioteca donde se resguardan los libros que son de suma importancia, ya sea por su antigüedad o por ser únicos ejemplares. Solo pueden ser consultados bajo supervisión.
- Atención a personas con discapacidad visual: Incorporada en la nueva Sala de Servicios de Información y Hemeroteca de la segunda sección.[4]